# Lista de recordes mundiais de jogos eletrônicos
Esta é uma lista de recordes mundiais sobre jogos eletrônicos.

## Recordes
| Recorde                                                  | Nome               | Nacionalidade  | Ano  | Detalhes | Ref.  | Imagem |
| -------------------------------------------------------- | ------------------ | -------------- | ---- | --- | ----- | ------ |
| Melhor jogo da decáda (Votação do público)               | Minecraft          | Suécia         | 2020 | Com mais de 50 milhões de votos, minecraft foi o jogo mais bem avaliado da história                                                 |       |        |
| Maior arrecadação                                        | Grand Theft Auto V | Estados Unidos | 2013 | Vendeu 11,21 milhões de unidades e gerou US$ 815,7 milhões no primeiro dia de lançamento, no mundo todo                             | [ 1 ] |        |
| Jogo mais vendido de todos os tempos                     | Minecraft          | Suécia         | 2020 | Vendeu mais de 200 milhões de unidades.                                                                                             | [ 2 ] |        |
| Máquina arcade mais bem sucedida de todos os tempos      | NBA Jam            | Estados Unidos | 2008 | Recorde inicial de um milhão de dólares no primeiro ano.                                                                            |       |        |
| Maior cachê por aparição em comercial de um jogo         | Helen Mirren       | Inglaterra     | 2010 | Recebeu o cachê de R$ 1.400.000,00 para aparecer em uma série de comerciais do Wii Fit para a TV.                                   |       |        |
| Máximo de tempo jogando um MMORPG                        | Sara Lhadi         | Estados Unidos | 2009 | Gastou 16 799 horas jogando Runescape. Entre Novembro de 2004 e Outubro de 2009, jogou cerca de 9 horas e 20 minutos todos os dias. |       |        |
| Maior número de vitórias seguidas em ‘Street Fighter IV’ | Ryan Hart          | Estados Unidos | 2010 | Invencibilidade de 169 partidas no evento GAME.                                                                                     |       |        |
| Maior coleção de consoles ainda em funcionamento         | Richard Lecce      | Estados Unidos | 2008 | 483 itens, incluindo consoles, portáteis e mini-jogos de LCD.                                                                       |       |        |
| Maior Joystick construído                                | Ben Allen          | britânico      | 2012 | 51 metros | [ 3 ] |        |
| Jogo com maior número de armas diferentes                | Borderlands 2      | britânico      | 2012 | 17 750 000 armas | [ 4 ] |        |
| Volta mais rápida em ‘Mario Kart Circuit 1’              | Sami Çetin         |                | 2011 | Recordes para as versões PAL e NTSC do jogo, com tempos de 58,34 segundos e 56,45 segundos, respectivamente.                        | [ 5 ] |        |

### Recordes de Pontuação
| Recorde                                                                 | Nome                      | Nacionalidade  | Ano               | Detalhes                                                                                            | Ref.  | Imagem |
| ----------------------------------------------------------------------- | ------------------------- | -------------- | ----------------- | --------------------------------------------------------------------------------------------------- | ----- | ------ |
| Maior pontuação no ‘street fighter’                                     | Edhalison Hélio de Araújo | Brasil         | 2013              | Derrotar todos os oponentes, no nível expert                                                        | [ 6 ] |        |
| Maior pontuação no ‘Guitar Hero III’ (categoria feminina)               | Annie Leung               | Brasil         | 2010              | 789 349 pontos na música "Through the Fire and Flames, no nível expert                              |       |        |
| Mais rápido fechamento do jogo Pac-Man                                  | Dave Race                 | Estados Unidos | 2009              | Ele fechou uma partida perfeita do jogo (3 333 360 pontos) em 3 horas, 33 minutos e 12,69 segundos. | [ 7 ] |        |
| Pessoa mais jovem a alcançar pontuação máxima no Dance Dance Revolution | Pierre Konradt            | Brasil         | 2020              | Ele conseguiu a proeza com a música 'Hyper Eurobeat', com 15 anos e 98 dias de idade.               |       |        |
| Maior número de pontuações perfeitas em ‘Wii Sports Bowling’            | John Bates                | Estados Unidos | Entre 2006 e 2010 | 2 850 vezes                                                                                         |       |        |

### Super Mario Bros.
| Recorde                                                                                                 | Nome               | Nacionalidade | Ano | Detalhes         | Ref. | Imagem |
| --- | ------------------ | ------------- | --- | ---------------- | ---- | ------ |
| Recorde de velocidade (término do jogo em menos tempo) passando pelos 32 níveis                         | Andrew Gardikis    |               |     | 19 min e 57 s    |      |        |
| Recorde de velocidade (término do jogo em menos tempo) utilizando-se os canos de teleporte              | Trevor Seguin      |               |     | 5 min e 9 s      |      |        |
| Recorde de velocidade (término do jogo em menos tempo) utilizando-se alguns glitches e áreas escondidas | Andrew Gardikis    |               |     | 4 min e 58 s     |      |        |
| Recorde de pontuação                                                                                    | Wesley Souza Silva | Brasil        |     | 1 044 952 pontos |      |        |

### Outros
| Recorde                                                                                    | Nome                       | Nacionalidade  | Jogo                                     | Ano        | Detalhes                                                                                  | Ref.         | Imagem |
| ------------------------------------------------------------------------------------------ | -------------------------- | -------------- | ---------------------------------------- | ---------- | ----------------------------------------------------------------------------------------- | ------------ | ------ |
| Recorde mais longo da história dos Video-Games                                             | Todd Rogers                | Estados Unidos | Jogo Dragster, do console Empire Arcadia | Desde 1982 | 31 anos                                                                                   | [ 8 ]        |        |
| Pessoa com maior número de "assassinatos" em 1 hora, jogando na internet, em qualquer jogo | Jonathan ‘Fatal1ty’ Wendel |                | Quake                                    |            | 671 assassinatos                                                                          | [ 9 ]        |        |
| Jogo mais jogado de forma online                                                           | Minecraft                  | Suécia         | Minecraft                                | 2020       | 50 milhões de pessoas, desde julho de 2020. 8,3 milhões jogam todos os dias.              | [ 9 ] [ 10 ] |        |
| Jogo com mais licenças de músicas                                                          | Midnight Club: Los Angeles |                | Midnight Club: Los Angeles               |            | 97 músicas licenciadas para tocar no jogo                                                 | [ 9 ]        |        |
| Mais tempo jogando um único jogo numa "Maratona de Jogos"                                  | Okan Kaya                  | Austrália      | Black Ops II                             | 135 horas  | De acordo com as regras do evento, a pessoa podia "respirar" 10 min a cada 1 hora jogada. | [ 11 ]       |        |